# Zamhłaj
Zamhłaj (ukr. Замглай) – osiedle typu miejskiego na Ukrainie, w obwodzie czernihowskim, w rejonie czernihowskim, w hromadzie Ripky. W 2001 liczyło 1982 mieszkańców, wśród których 1854 wskazało jako ojczysty język ukraiński, 95 rosyjski, 31 białoruski, a 2 ormiański.